# Bumba-meu-boi

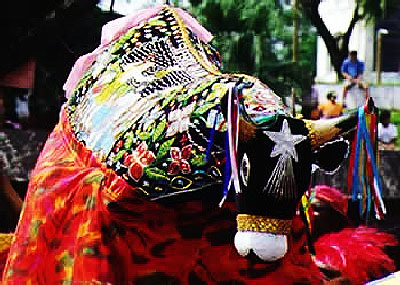
Bumba-meu-boi de Maranhão. El hombre que queda debajo del buey y es responsable de sus coreografías es llamado Miolo do Boi.

Bumba-meu-boi (en portugués: "golpea mi buey") es una manifestación teatral folklórica de Brasil. La historia es cantada con música, vestuario y toques de tambor, e involucran un buey, que muere y vuelve a la vida. Las versiones del cuento varían bastante por región, pero los personajes más importantes son el buey (un actor vestido con un traje elaborado), Catirina (una niña fea embarazada, usualmente representado por un hombre travestido), un vaquero que está a cargo del buey y lo mata, el monje, el rico y poderoso dueño del buey, y la música (que trae a la vida al buey muerto).
Los festivales donde los grupos realizan las diferentes versiones del Bumba-meu-boi se encuentran en Brasil. También llamado como Boi-bumbá, es un festival tradicional popular que se celebra anualmente en las regiones norte y nordeste de Brasil, aunque las celebraciones son realizadas en todo el país.

## Bumba-meu-boi en Maranhão

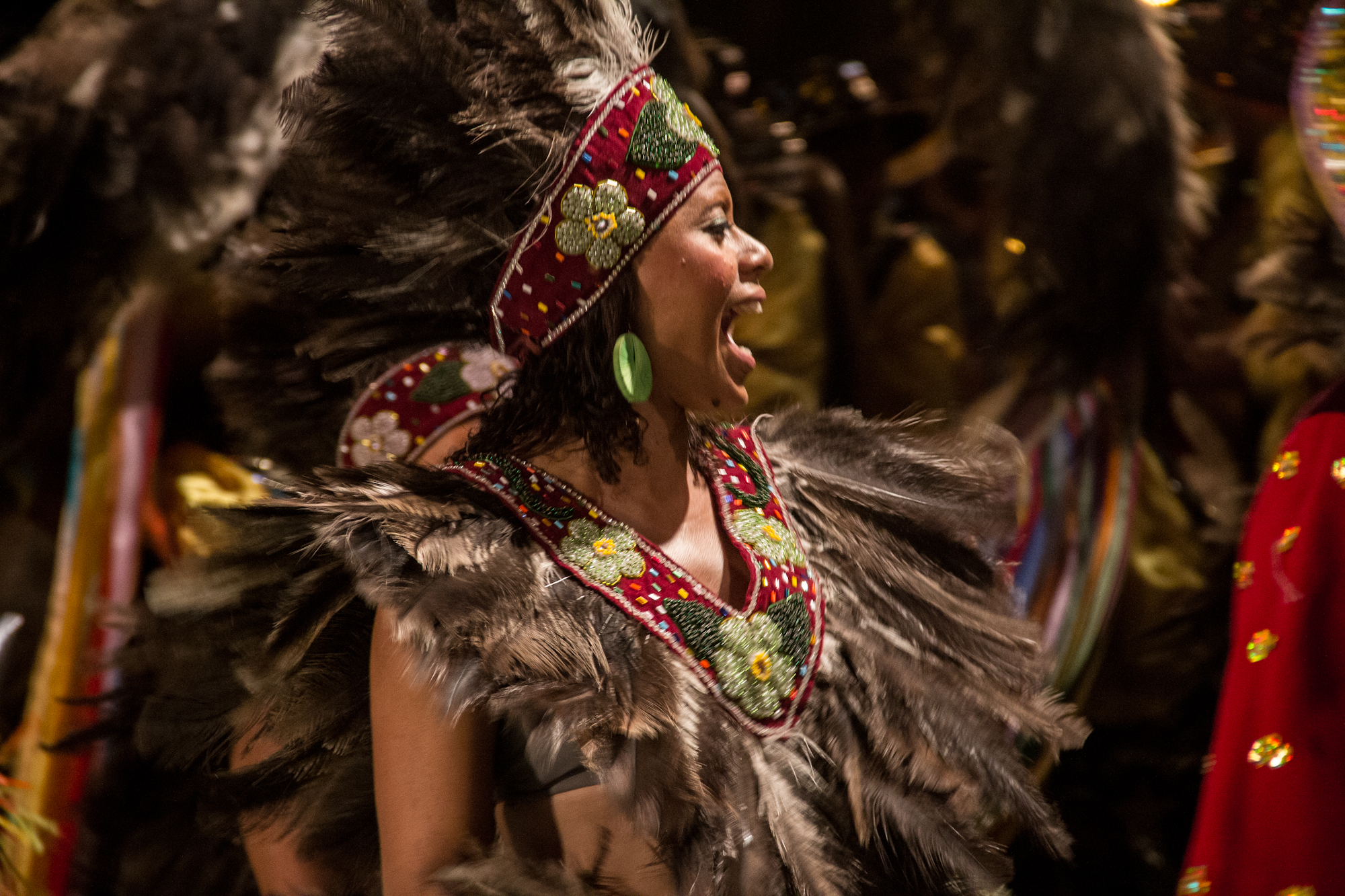
India de bumba-meu-boi.

Se encuentran aproximadamente cien grupos de bumba-meu-boi en el estado de Maranhão, subdivididos en varios sotaques. Cada sotaque tiene sus propias características que se manifiestan en la ropa, en la elección de los instrumentos, en el tipo de cadencia de las músicas ("toadas") y en las coreografías. Los sotaques son: matraca, zabumba, orquestra, de la Baixada Maranhense y costa de mão, que aparecen especialmente en el mes de junio, en las Festas Juninas, en lugares llamados Arraiais.
Involucra a varios personajes como el dueño de la hacienda (amo o maestro), Pai Francisco ("vaqueiro", vaquero o esclavo), su esposa Catirina, vaqueros ("vaqueiros"), indios, indias y caboclos, el buey y cazumbás. La trama recuerda una historia típica de las relaciones sociales y económicas de la región durante el período colonial, marcada por el monocultivo, la ganadería extensiva y la esclavitud, mezclando las culturas europea, africana e indígena.
El bumba-meu-boi implica la devoción a los santos de junio: São João, São Pedro y São Marçal, y es la manifestación más importante de la cultura popular en el estado, atrayendo a miles de personas.
Algunos ejemplos de grupos son Boi de Maracanã, Boi da Maioba y Boi da Pindoba (sotaque de matraca); Boi de Nina Rodrigues, Boi de Axixá Bullock, Boi de Morros (sotaque de orquesta). Matracas son dos pedazos de madera, batidos uno contra el otro, para producir sonido. En la fiesta de São Marçal (30/06), hay una reunión de grupos de bumba-meu-boi de matraca, atrayendo a miles de personas en São Luís. Otras manifestaciones culturales típicas de Maranhão son tambor de crioula y cacuriá.

## Festival Folclórico de Parintins
El Festival Folclórico de Parintins es una fiesta popular realizada anualmente en el último fin de semana de junio en la ciudad de Parintins, Amazonas, Brasil. El festival es una representación a cielo abierto, donde compiten dos asociaciones: Boi Garantido, de color rojo, y el Boi Caprichoso, de color azul. La representación ocurre en el Bumbódromo, un tipo de estadio con la forma de una cabeza de buey estilizada, con capacidad para 35 mil espectadores.[cita requerida]